# شهرستان پخته‌آباد
ناحیهٔ پَخته‌آباد یکی از ناحیه‌های استان اندیجان کشور ازبکستان است.
پَخته واژه‌ای فارسی به معنی کتان و پنبه است. از آنجا که آسیای میانه بویژه ازبکستان بزرگ‌ترین تولیدکننده پنبه در جهان است به جاینامهای مختلفی در این ناحیه برمی‌خوریم که با واژه پخته (پنبه) درست شده اند. برای نمونه: ناحیه‌های پخته‌آباد، پخته‌کار، پخته‌چی.